# Buddenbrookovi
Buddenbrookovi (v izvirniku nemško Buddenbrooks) je nemški roman, ki ga je leta 1901 napisal Thomas Mann. Popisuje propad bogate severnonemške trgovske družine preko štirih generacij. Takšne družine so bile patriciatne družine nemških meščanov, ki so bile velikokrat odgovorne za vodenje večjih nemških mest, tako županov, senatorjev, diplomatov. Roman popisuje obdobje med leti 1835-1877. Mann se je pri pisanju opiral na dogodke iz svoje družinske zgodovine.
Gre za Mannov prvi roman, ki ga je objavil star 26 let. V treh letih je postal roman pomemben literarni uspeh. Delo je bilo nagrajeno tudi z Nobelovo nagrado za književnost v letu 1929. Četudi to ni nagrada posvečena knjigi temveč življenjskemu delu avtorja, so v obrazložitvi poudarili glavni pomen romana za to nagrado. Knjigo je pričel pisati oktobra 1897 v želji, da preseže bratov uspeh Heinricha Manna, ki je napisal tedaj uspešen roman In einer Familie (V družini, 1894).
Raziskovanje dekadence v romanu odraža vpliv Schopenhauerjevega Svet kot volja in predstava (1818, 1844) na mladega Manna. V zaporednih generacijah Buddenbrookovih se vidno opazuje postopno zmanjševanje finančnega položaja, izgubljanje družinskih vrednot, nejasno iskanje sreče, kar je posledica pospešene industrializacije in družbenih sprememb, ki prihajajo in spreminjajo obrise družbe. Osebe v romanu realistično ne napredujejo ali nazadujejo glede na njihove odločitve ohranjanja družinskih vrednot ali iskanja osebne sreče ter zadovoljstva.
Mesto romana je nezgrešljivo Lübeck, četudi narava mesta ali samo ime mesta niti ni del romana. Avtor je bil obsojen obrekovanja, opisovanja klevet, domnev sicer zelo častnih someščanov, roman se je tako definiral kot roman na ključ za razumevanje mesta Lübeck. Mann je branil pravico pisatelja, da uporabi svojo izkušnjo kot del umetniškega izražanja. Zgodovinsko obdobje v romanu opisuje spremembe na ravni politike in vojske, ki so pomembno preoblikovale Nemčijo. Tako so opisani dogodki kakršne so revolucije leta 1848, avstrijsko-pruska vojna in ustanovitev nemškega cesarstva. Zgodovinski dogodki kljub temu ostajajo v ozadju, ker niso neposredni del življenja literarnih osebnosti.